# Leone (famiglia)
Il ramo palermitano della famiglia Leone (in Sicilia è noto anche un ramo catanese che al dire di Filadelfo Mugnos trae origine da Guglielmo Guerao de Leon) è un nobile casato, il cui capostipite Filippo Leon, fu investito della nobiltà civica di Palermo come notaro degli atti della baiulazione il 22 dicembre 1282 da re Pietro d'Aragona. Del medesimo ramo, nel 1401 un Lopez Leon fu castellano di Naro sotto il regno di Martino I d'Aragona.

## Storia
I Leone furono un casato spagnolo trapiantatosi in Sicilia con l'annessione dell'isola alla corona di Aragona. A partire dal 1282 conseguirono la titolarità di uffici pubblici, cariche militari e nella magistratura prima nel regno di Sicilia e poi in quello delle Due Sicilie. L’arma generalmente attribuita alla famiglia (nonostante esistano alcune varianti) risale al 1398 e fu quella di Sancio de Leon. Nel 1719 Luigi de Leon y Cueva, colonnello di fanteria, fu Senatore di Palermo. In virtù del Reale Dispaccio del 25 gennaio 1756, I Leone, avendo conseguito per generazioni il titolo di dottore in legge (In utroque iure) ed avendo ottenuto i gradi maggiori della toga furono iscritti al ceto della nobiltà di privilegio. Per un ulteriore dispaccio di Ferdinando I delle Due Sicilie datato 24 dicembre 1774 vennero iscritti al primo ceto, con dignità ereditaria previo mantenimento del More nobilium. L’istruzione di molteplici esponenti di casa Leone fu affidata al Collegio Massimo di Palermo. Il 1 agosto 1778, con un dispaccio del Marchese della Sambuca venne istituito il Real Collegio Ferdinando ed i Leone, insieme a varie famiglie della nobiltà civica palermitana vennero esclusi dai convittori per mancanza di nobiltà generosa (feudale). Nel 1771 Giuseppe Leone, U.J.D. fu presidente del Real Concistoro, il figlio Gaspare Leone, ottenne gli onori di maestro razionale del Tribunale del Real Patrimonio dal 1811 e la carica di ministro di stato di Sicilia; il fratello Paolo fu giudice del concistoro; un suo discendente, il dott. Gaspare Leone, fu nominato nel 1820 direttore di Polizia a Palermo e soppresse duramente i moti rivoluzionari della città assumendone il governo provvisorio col barone Pietro Colletta. Nel 1868, un nipote dell’anzidetto Gaspare, Gaetano, sposò Marianna Anfossi dei marchesi di Sant'Onofrio, la cui dote fu impiegata nell’acquisto di un palazzo in via Vittorio Emanuele II a Palermo ed un fondo in contrada Santa Maria di Gesù dove venne eretta la dimora estiva della famiglia, Villa Leone, ancora in possesso dei suoi discendenti. Da queste nozze si ebbero: Nunzia, che sposò Enrico Albanese, nipote dell'omonimo patriota risorgimentale; Ignazio; Teresa; Giuseppe e Girolama.
Salvatore Marchello, nipote di quest'ultima, divenne un contrammiraglio del Corpo delle Capitanerie di Porto, comandante in seconda della capitaneria di porto di Palermo e presidente dell'Autorità Portuale per due mandati consecutivi: per i suoi servigi fu nominato cavaliere ufficiale dell'Ordine al Merito della Repubblica.